# The Girl Who Had Everything
The Girl Who Had Everything (bra: A Jovem Que Tinha Tudo, ou A Garota Que Tinha Tudo) é um filme estadunidense de 1953, do gênero drama romântico, dirigido por Richard Thorpe para a Metro-Goldwyn-Mayer, com roteiro de Art Cohn baseado no romance A Free Soul, de Adela Rogers St. Johns, publicado em capítulos na revista Hearst's International Cosmopolitan a partir de 1926.

## Elenco
| Ator             | Personagem             |
| ---------------- | ---------------------- |
| Elizabeth Taylor | Jean Latimer           |
| Fernando Lamas   | Victor Y. Raimondi     |
| William Powell   | Steve Latimer          |
| Gig Young        | Vance Court            |
| James Whitmore   | Charles "Chico" Menlow |
| William Walker   | Julian                 |

## Sinopse
Steve Latimer é um advogado viúvo bem-sucedido e conhecido nacionalmente, que resolve se aposentar e permanecer em sua casa em Lexington (Kentucky), ao lado de sua jovem e bonita filha Jean. Seu sócio pede a ele um último trabalho, a que acompanhe seu cliente, o gângster colombiano radicado nos Estados Unidos Victor Y. Raimondi, numa audiência em Washington perante o comitê do Congresso que investiga o crime organizado. Jean assiste na televisão uma entrevista de Raimondi e se interessa por ele, resolvendo viajar com seu pai para conhecer o criminoso. Raimondi e Jean iniciam um romance, para contrariedade de Steve que resolve intervir e mostrar para a filha o perigo que ela corre.

## Recepção
De acordo com a MGM, o filme arrecadou 739.000 dólares nos Estados Unidos e Canadá e 479 mil dólares nos outros países, resultando num lucro de 116 mil dólares
.